# Canadelo
Canadelo é uma aldeia portuguesa do Município de Amarante que foi sede da extinta Freguesia de Canadelo, freguesia que tinha 12,92 km² de área e 121 habitantes (2011), e, por isso, uma densidade populacional de 9,4 hab/km².
A freguesia homónima foi extinta em 2013, no âmbito de uma reforma administrativa nacional, tendo sido agregada à Freguesia de Olo, para formar uma nova freguesia denominada União das Freguesias de Olo e Canadelo com sede em Olo.

## População

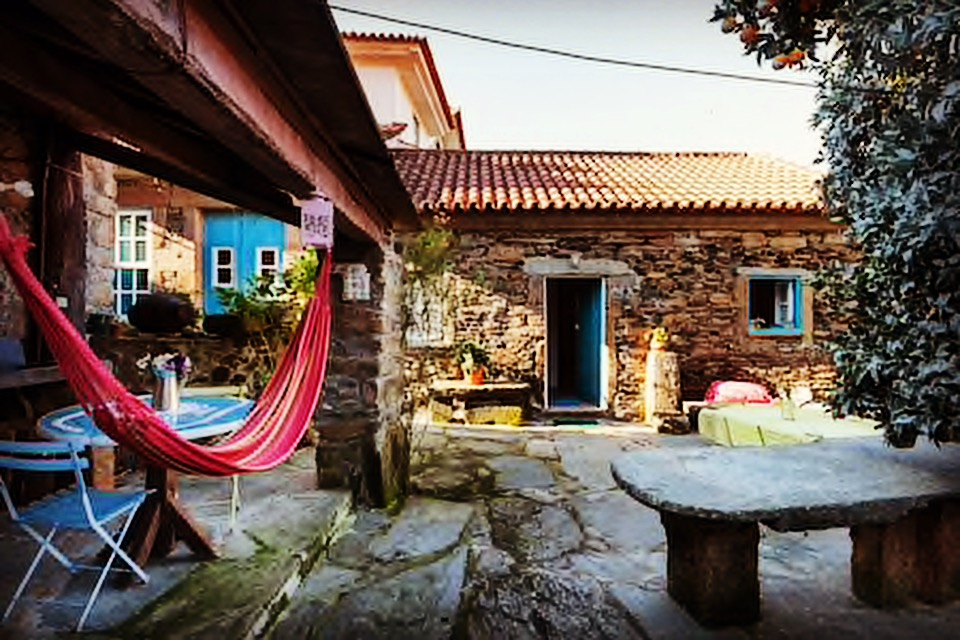
Casa do Engenho Canadelo - Alojamento Local

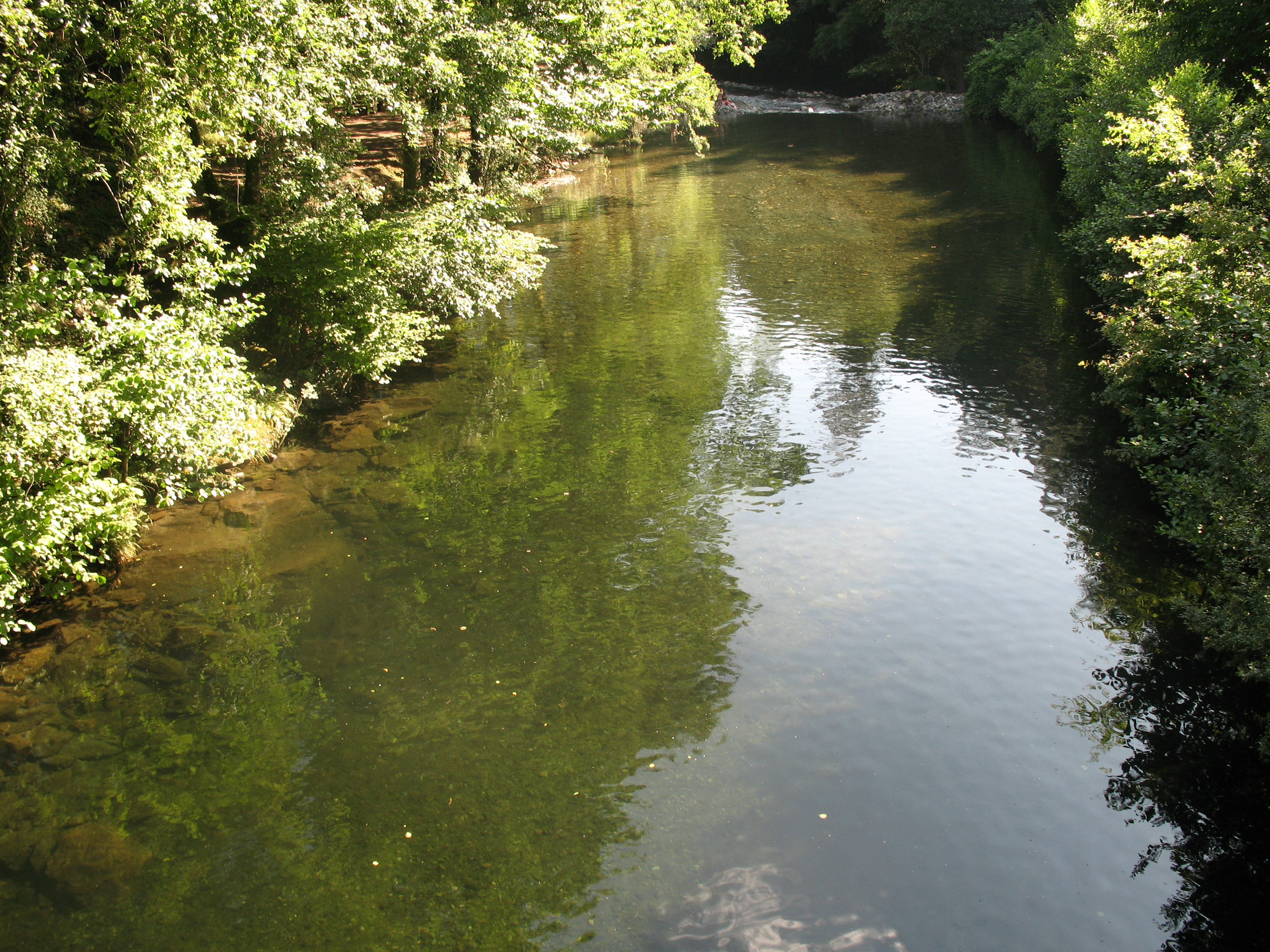
Amarante Canadelo Rio Olo

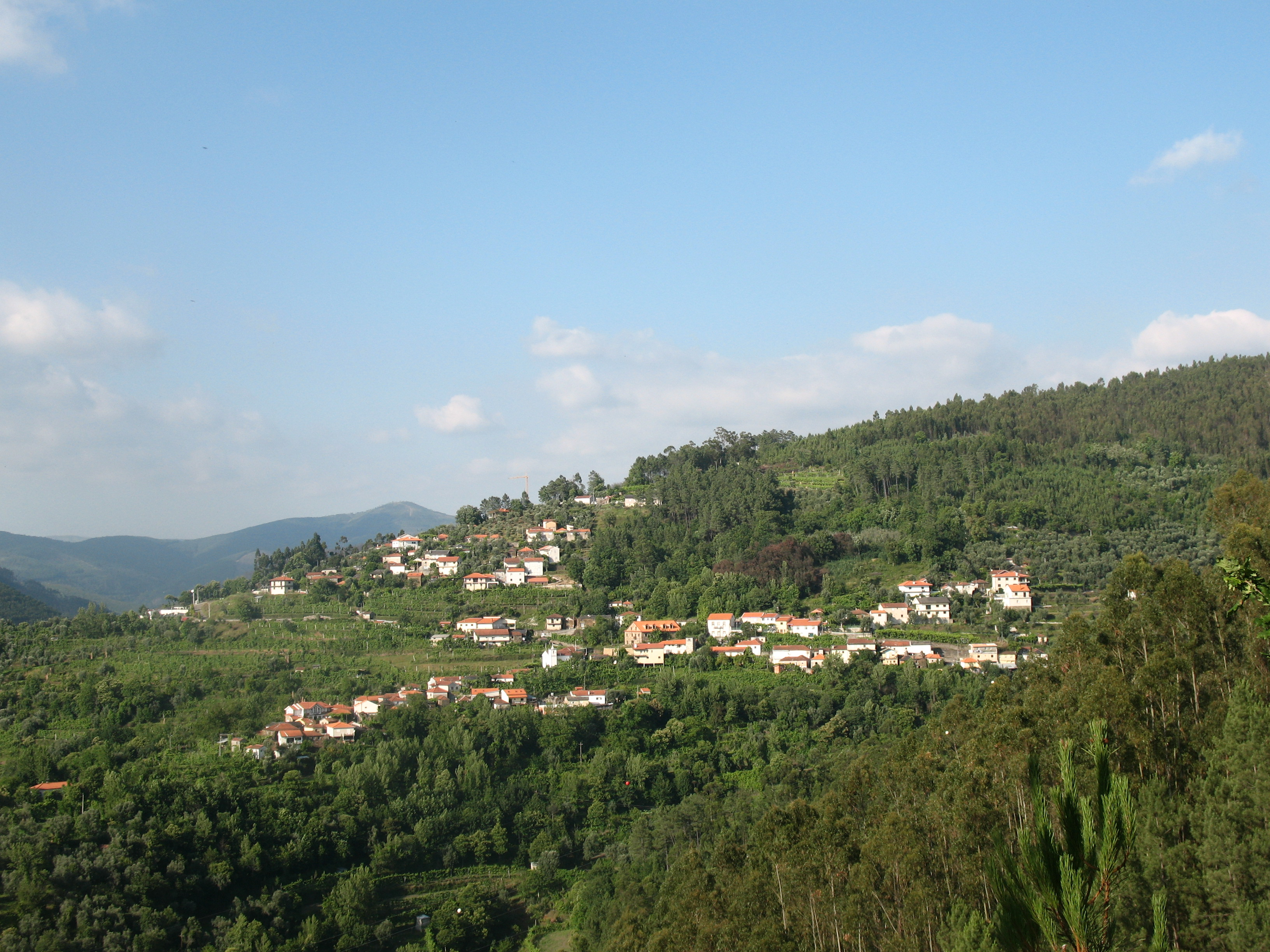
Amarante Canadelo

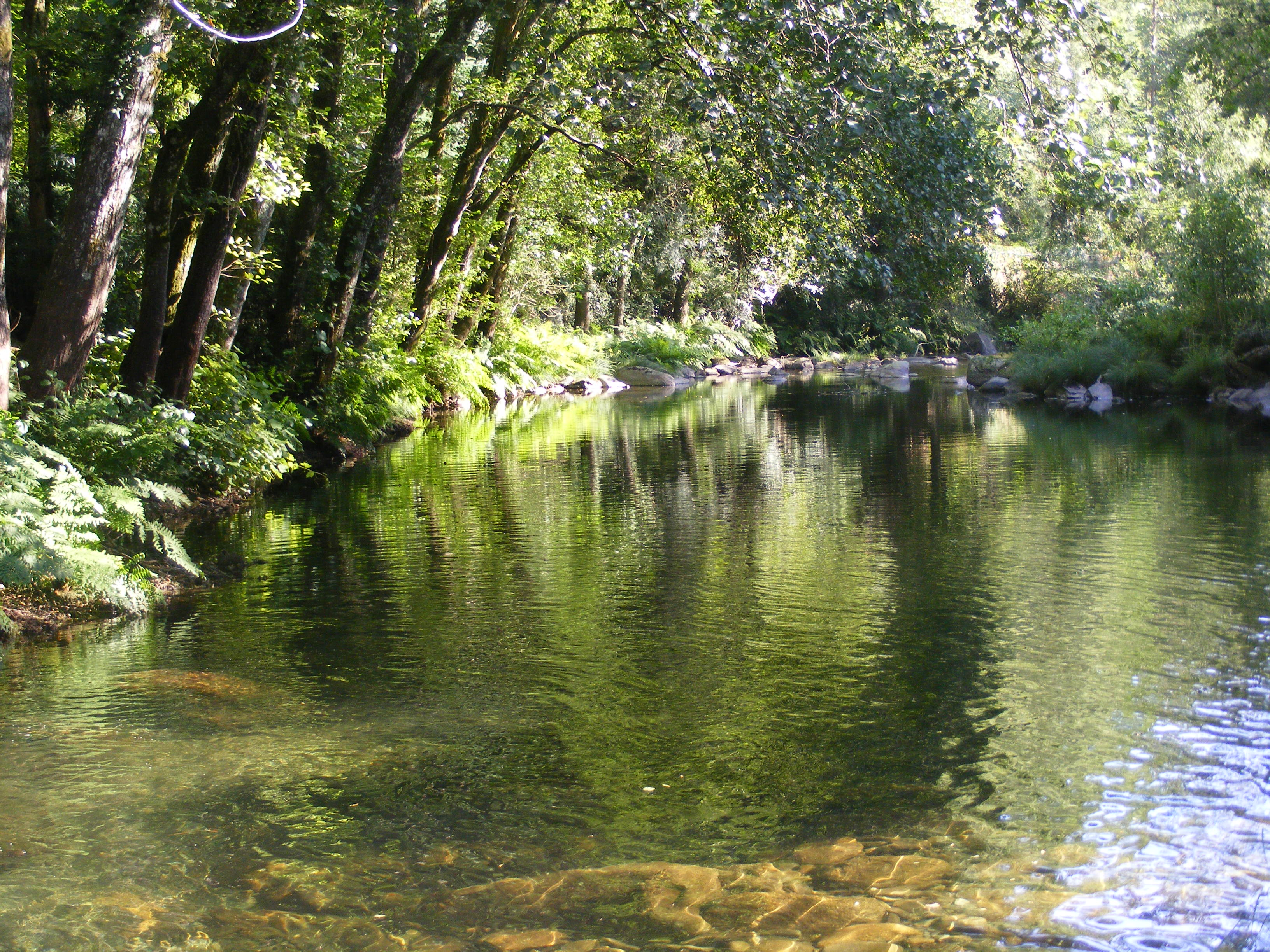
Canadelo Rio Olo

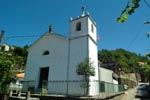
Canadelo Igreja de São Pedro

| População da freguesia de Canadelo | População da freguesia de Canadelo | População da freguesia de Canadelo | População da freguesia de Canadelo | População da freguesia de Canadelo | População da freguesia de Canadelo | População da freguesia de Canadelo | População da freguesia de Canadelo | População da freguesia de Canadelo | População da freguesia de Canadelo | População da freguesia de Canadelo | População da freguesia de Canadelo | População da freguesia de Canadelo | População da freguesia de Canadelo | População da freguesia de Canadelo |
| ---------------------------------- | ---------------------------------- | ---------------------------------- | ---------------------------------- | ---------------------------------- | ---------------------------------- | ---------------------------------- | ---------------------------------- | ---------------------------------- | ---------------------------------- | ---------------------------------- | ---------------------------------- | ---------------------------------- | ---------------------------------- | ---------------------------------- |
| 1864                               | 1878                               | 1890                               | 1900                               | 1911                               | 1920                               | 1930                               | 1940                               | 1950                               | 1960                               | 1970                               | 1981                               | 1991                               | 2001                               | 2011                               |
| 341                                | 356                                | 377                                | 379                                | 468                                | 449                                | 468                                | 520                                | 540                                | 482                                | 504                                | 313                                | 254                                | 217                                | 121                                |

| Distribuição da População por Grupos Etários | Distribuição da População por Grupos Etários | Distribuição da População por Grupos Etários | Distribuição da População por Grupos Etários | Distribuição da População por Grupos Etários | Distribuição da População por Grupos Etários | Distribuição da População por Grupos Etários | Distribuição da População por Grupos Etários | Distribuição da População por Grupos Etários | Distribuição da População por Grupos Etários |
| -------------------------------------------- | -------------------------------------------- | -------------------------------------------- | -------------------------------------------- | -------------------------------------------- | -------------------------------------------- | -------------------------------------------- | -------------------------------------------- | -------------------------------------------- | -------------------------------------------- |
| Ano                                          | 0-14 Anos                                    | 15-24 Anos                                   | 25-64 Anos                                   | > 65 Anos                                    |                                              | 0-14 Anos                                    | 15-24 Anos                                   | 25-64 Anos                                   | > 65 Anos                                    |
| 2001                                         | 26                                           | 51                                           | 89                                           | 51                                           |                                              | 12,0%                                        | 23,5%                                        | 41,0%                                        | 23,5%                                        |
| 2011                                         | 8                                            | 7                                            | 61                                           | 45                                           |                                              | 6,6%                                         | 5,8%                                         | 50,4%                                        | 37,2%                                        |